# Clarity (John Mayer)
Clarity è un singolo del cantautore statunitense John Mayer, pubblicato il 12 aprile 2004 come secondo estratto dal secondo album in studio Heavier Things.
Il brano è stato eseguito al piano e con la batteria suonata in parte dal batterista dei The Roots Questlove.
Sulla copertina del singolo si staglia uno scatto del viso del cantante con gli occhi socchiusi contro una parete di vegetazione in piedi alle sue spalle.

## Video musicale
Il videoclip si apre con la manina di una bambina afroamericana arrampicatasi sulla pedana di un binocolo panoramico che si affaccia sul ciglio di un precipizio a ridosso di una spiaggia.